# China Re
Die China Reinsurance (Group) Corporation, in der Regel als China Re abgekürzt, ist ein global tätiges Rückversicherungsunternehmen mit Hauptsitz in Peking. Das 1996 gegründete Unternehmen ist sowohl im Lebensrück- als auch Nichtlebensrückversicherungsbereich tätig und gehört zu den zehn größten Rückversicherern weltweit.

## Hintergrund
China Re wurde 1996 als staatlicher Rückversicherer aus der größten chinesischen Versicherungsgruppe People’s Insurance Company of China (PICC) ausgegründet, wo seit Gründung des Versicherers 1949 Rückversicherung gezeichnet worden war, aber erst 1964 eine eigenständige Sektion eingerichtet wurde. Zunächst übernahm das Unternehmen lediglich Rückversicherung der PICC, 1999 wurde die Geschäftstätigkeit auf andere Unternehmen ausgeweitet und im selben Jahr eine Filiale in London eröffnet. 2003 erfolgte mit Schaffung der Gruppe durch die Aufteilung auf sechs Einzelunternehmen ein weiterer Meilenstein in der nationalen Expansion, dem 2011 mit der Gründung der China Re UK und der Aufnahme der Gruppe in den Rückversicherungsmarkt Lloyd’s of London ein weiterer großer Schritt durch die internationale Expansion folgte. Später erfolgte der Eintritt in den US-Markt durch Eröffnung eines Büros in New York City sowie die Stärkung des Auftritts im asiatischen Markt durch die Schaffung einer Niederlassung in Singapur. China Re ist seit Oktober 2015 als erstes Rückversicherungsunternehmen an der Hong Kong Stock Exchange gelistet. Neben organischem Wachstum expandierte das Unternehmen international durch Übernahmen, so wurde 2018 der Spezialrückversicherer Chaucer von der Hannover Rück übernommen.
China Re machte 2019 als Versicherer für das Großprojekt Neue Seidenstraße international auf sich aufmerksam. Hierzu wurde eine Kooperation mit Mapfre vereinbart, in deren Zusammenhang auch chinesische Projekte in Lateinamerika durch das spanische Unternehmen abgesichert werden.

## Aktionärsstruktur
Mit dem Jahresabschluss 2024 waren folgende Hauptaktionäre publiziert:
| Aktionär                                  | Aktienform       | Anzahl Aktien  | Anteil in % |
| ----------------------------------------- | ---------------- | -------------- | ----------- |
| Central Huijin Investment Ltd.            | Heimische Aktien | 30,397,852,350 | 71.56       |
| HKSCC Nominees Limited                    | H-Aktien         | 6,663,446,130  | 15.69       |
| Ministry of Finance of the PRC            | Heimische Aktien | 4,862,285,131  | 11.45       |
| National Council for Social Security Fund | Heimische Aktien | 540,253,904    | 1.27        |
| Andere H-Aktien Besitzer                  | H-Aktien         | 15,970,570     | 0.03        |
| Gesamt                                    |                  | 42,479,808,085 | 100         |